# René Schneider
René Schneider Chereau (Concepción, 31 de diciembre de 1913-Santiago, 25 de octubre de 1970) fue un militar chileno, comandante en jefe del Ejército en el momento de la elección presidencial de 1970, cuando fue asesinado por un grupo de ultraderecha, durante una tentativa de secuestro.

## Familia y estudios
Hijo de Víctor Schneider y Elisa Chereau Robert, descendiente de inmigrantes franceses que se emplearon en el oficio de la curtiembre, a principios del siglo XX en la ciudad de Curicó. Terminó su quinto año de Humanidades en el Liceo n.º 5 de hombres José Victorino Lastarria. Tras esto ingresó a los 15 años de edad a la Escuela Militar.
Schneider estaba casado desde 1941 con Carolina Elisa del Carmen Arce Durandeau, con quien tuvo cuatro hijos: Elisa Carolina Leonor, Raúl Alfredo Leoncio, René Víctor Isaac y Víctor Guillermo. Además, es bisabuelo de Emilia Schneider, la primera presidenta transgénero de la Federación de Estudiantes de la Universidad de Chile (Fech) y primera parlamentaria transgénero en la historia de Chile.
Schneider era conocido entre sus amigos por su buen humor, sencillez y solidaridad. En 1948 entregó la mitad de un premio, que ganó en la lotería, a un compañero que atravesaba problemas económicos.

René Schneider es un amigo a toda prueba. De profunda vocación profesional, su evidente inteligencia y el sentido común con que afrontaba los más complejos problemas, daban la sensación de seguridad y confianza en sí mismo, que estimulaba la solidaridad de quienes le colaborábamos en tareas específicas. De costumbres austeras y gran sensibilidad, sabía aflojar las tensiones de su cargo concentrándose en sus escasos momentos libres en la lectura, la música clásica o pintando al óleo, su afición favorita.
Carlos Prats, amigo y compañero de armas.

## Carrera militar
Ingresó como cadete a la Escuela Militar el 20 de febrero de 1930, completando allí su educación secundaria. Egresado como Alférez de Infantería en diciembre de 1930, es destinado al Regimiento de Infantería n.º 1 "Buin", para luego de un corto periodo, pasar al Regimiento de Infantería n.º 7 "Esmeralda" en Copiapó, ciudad que en ese entonces guarnecía este regimiento y que como postrer homenaje construyó un parque con el nombre del general Schneider.
Como teniente se desempeñó entre 1941 y 1944 como Oficial Instructor en la Escuela Militar y luego, en el Regimiento de Infantería n.º 2 Maipo. En esta última destinación ascendió a Capitán, desempeñándose en los años siguientes como alumno en la Academia de Guerra, Oficial en la Escuela de Infantería, Oficial de Estado Mayor y profesor de la Academia de Guerra. Ascendió a Mayor de Ejército en 1951 para, más tarde, ser Secretario de Estudios de la Academia y profesor de Táctica General en el mismo Instituto. En 1953, cumplió una destinación a la Misión Militar de Chile en Washington. En 1956 fue Secretario de Estudios en la Escuela Militar. En 1957, con el grado de teniente coronel, retomó sus funciones docentes en la Academia de Guerra.
En 1963 fue nombrado comandante del Regimiento de Infantería n.º 18 "Guardia Vieja" y, el mismo año, agregado militar a la Embajada de Chile en Paraguay, integrando simultáneamente, el Estado Mayor del Ejército. Como coronel, fue director de la Escuela Militar durante 1967 y jefe del Departamento de Operaciones del Estado Mayor del Ejército. En 1968 ascendió a General de Brigada y luego fue nombrado Comandante en Jefe de la 5.ª División de Ejército en la ciudad de Punta Arenas.

### Antecedentes militares
Ascensos:
- 1929: Cadete de la Escuela Militar.
- 1933: Alférez.
- 1935: Subteniente.
- 1937: Teniente.
- 1944: Capitán.
- 1951: Mayor.
- 1957: Teniente coronel.
- 1963: Coronel.
- 1968: General de Brigada.
- 1969: Comandante en jefe del Ejército.
- 1970: General de División.

## Comandante en jefe del Ejército

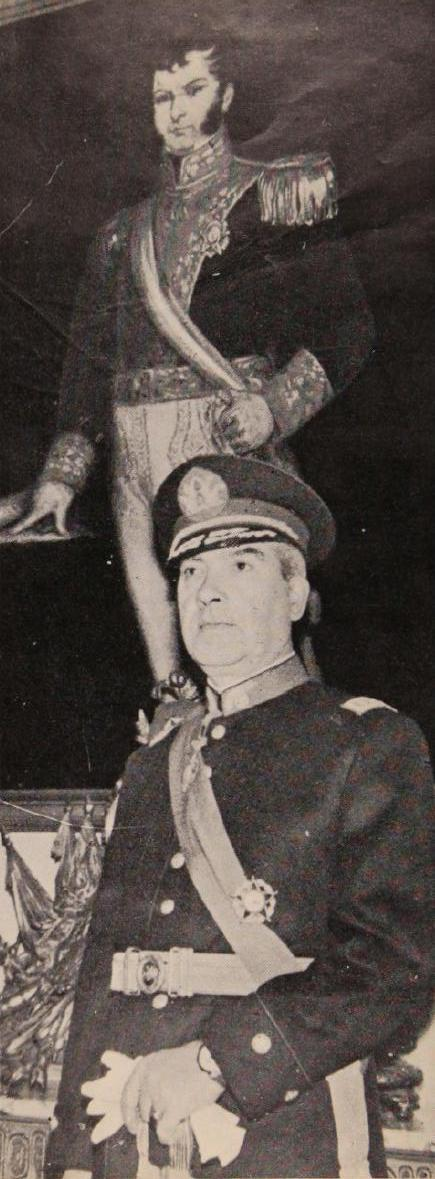
Schneider como Comandante en Jefe del Ejército.

Luego de la renuncia del Comandante en Jefe del Ejército Sergio Castillo Aránguiz, tras el acuartelamiento conocido como el «Tacnazo», el 27 de octubre de 1969 fue nombrado por el presidente Eduardo Frei Montalva como Comandante en Jefe del Ejército. Su saludo al Ejército al momento de asumir tradujo en parte la compleja situación que entonces vivía la institución castrense:

Al asumir el mando del Ejército deseo expresar a todos sus miembros el alto honor que significa comandar a nuestra Institución, cuya trayectoria profesional y cuyos fundamentos doctrinales y de principios permanecen inconmovibles e inalterables frente a quienes han pretendido perturbar su normal conducta de acción.
René Schneider.

Como cabeza del ejército, Schneider debió enfrentar una situación delicada en el ejército luego del «Tacnazo»: problemas de disciplina, remuneraciones, adquisiciones, infraestructura militar y social del personal militar. Ante esto, intentó transmitir al Ejército su estricto respeto a las leyes y la Constitución, manteniendo su función políticamente neutral.
En 1970, el posible triunfo electoral de Salvador Allende era sumamente polémico, en particular para algunos militares chilenos, debido a su ideología marxista. En respuesta a las presiones de la derecha que recibieron los militares para intervenir en el proceso electoral y para prevenir la elección de Allende, Schneider declaró:

El ejército es garantía de una elección normal, de que asuma la presidencia de la República quien sea elegido por el pueblo, en mayoría absoluta, o por el Congreso Pleno, en caso de que ninguno de los candidatos obtenga más del 50 por ciento de los votos... Nuestra doctrina y misión es de respaldo y respeto a la Constitución Política del Estado.
René Schneider, entrevista al diario El Mercurio, 8 de mayo de 1970.

Esta posición sería posteriormente popularizada por el gobierno de la Unidad Popular como «la doctrina Schneider».

Hemos aceptado el veredicto de las urnas. Reconocemos y apoyamos en estos momentos a dos postulantes a la Presidencia de la República, que son los que obtuvieron las dos primeras mayorías relativas, el señor Allende y el señor Alessandri. Legalmente le corresponde al Congreso Nacional decidir cuál de los dos será el futuro Presidente de Chile, y a quien elijan ahí, lo debemos apoyar hasta las últimas consecuencias.
René Schneider, septiembre de 1970.

Según el proyecto del hemisferio occidental del Instituto de Tecnología de Massachusetts, en una reunión convocada el 15 de septiembre de 1970, Henry Kissinger, secretario de Estado de Estados Unidos, y el presidente Richard Nixon le dijeron al director de la CIA, Richard Helms, que era necesario «hacer gritar a la economía [chilena]» y explorar el tema del asesinato:
El respeto de los militares chilenos por el proceso democrático llevó a Kissinger a elegir como su primer objetivo de asesinato no al propio Allende, sino al general René Schneider, jefe de las Fuerzas Armadas chilenas. Schneider, al parecer, había creído durante mucho tiempo que la política y el ejército deberían permanecer discretos. A pesar de las advertencias de Helms de que un golpe de Estado podría no ser posible en una democracia tan estable, HK [Henry Kissinger] instó al plan a proceder. «Kissinger tenía conocimiento personal directo del plan de la CIA para secuestrar y asesinar a Schneider», declara el periodista Christopher Hitchens. «Es una de las pocas veces en que el Sr. Kissinger se involucró en el asesinato de un solo individuo nombrado en lugar de la matanza de miles anónimos».

### Asesinato
Para evitar la llegada de Allende a la presidencia, Roberto Viaux, junto a miembros de Patria y Libertad planearon el secuestro de Schneider, con el fin de provocar la intervención de las fuerzas armadas y evitar la sesión del Congreso. Para culpar a la izquierda crearon un supuesto grupo llamado Brigada Obrero Campesina, liderada por el terrorista de extrema derecha Enrique Arancibia Clavel. Hicieron explotar bombas en las Torres de Tajamar, el aeropuerto de Pudahuel, el Canal 9 de televisión, el supermercado Almac de Américo Vespucio, y en el de Vitacura el 26 de septiembre de 1970, el Instituto Geográfico Militar, la Escuela de Derecho de la Universidad de Chile, la estación eléctrica de Colina, y la Bolsa de Comercio de Santiago, entre otros objetivos. La cadena de diarios de Agustín Edwards Eastman inmediatamente culpó a la izquierda.
Gran parte de los integrantes del grupo terrorista que participó en el asesinato de René Schneider fueron reclutados de los comandos electorales del derrotado candidato conservador Jorge Alessandri, ubicados en Calle Catedral 1589 y 1900. El Informe Church registra en su página 31 que se habían realizado, entre el 5 y el 20 de octubre, veintiún contactos de agentes de la CIA con elementos claves de las fuerzas armadas y carabineros chilenos. A aquellos chilenos que se inclinaban por dar un golpe, se les aseguró un fuerte apoyo en los más altos niveles del gobierno estadounidense, tanto antes como después del golpe.

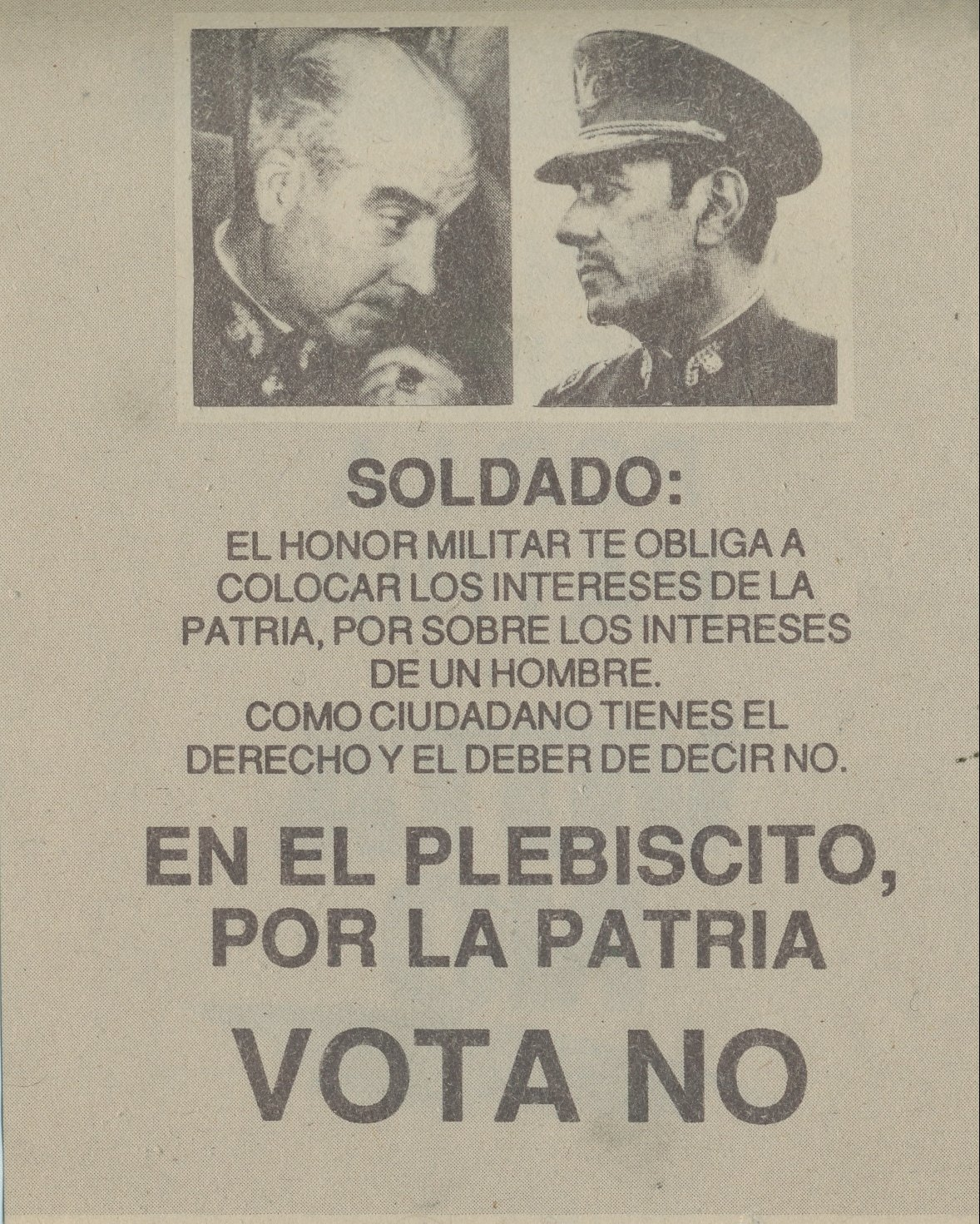
Propaganda contra la dictadura de Augusto Pinochet en la que aparece junto a Carlos Prats (1988).

Tras varios intentos fallidos, a las 08:10 del 22 de octubre de 1970, el automóvil oficial de Schneider fue bloqueado en la calle Martín de Zamora, comuna de Las Condes, al llegar a la Avenida Américo Vespucio, por varios vehículos, y un grupo de jóvenes rodeó el automóvil del General, destrozando con martillos los cristales traseros y la puerta trasera lateral derecha. Los secuestradores, al percatarse de que Schneider tomaba su arma para repeler la acción, dispararon sobre él impactándolo con tres balas, y luego huyeron. Schneider fue llevado al Hospital Militar.
El general Schneider falleció la madrugada del 25 de octubre de 1970, debido a una hemorragia hepática. Su muerte no provocó el efecto deseado por los complotadores, y Allende fue confirmado en su cargo.

## Reconocimientos póstumos

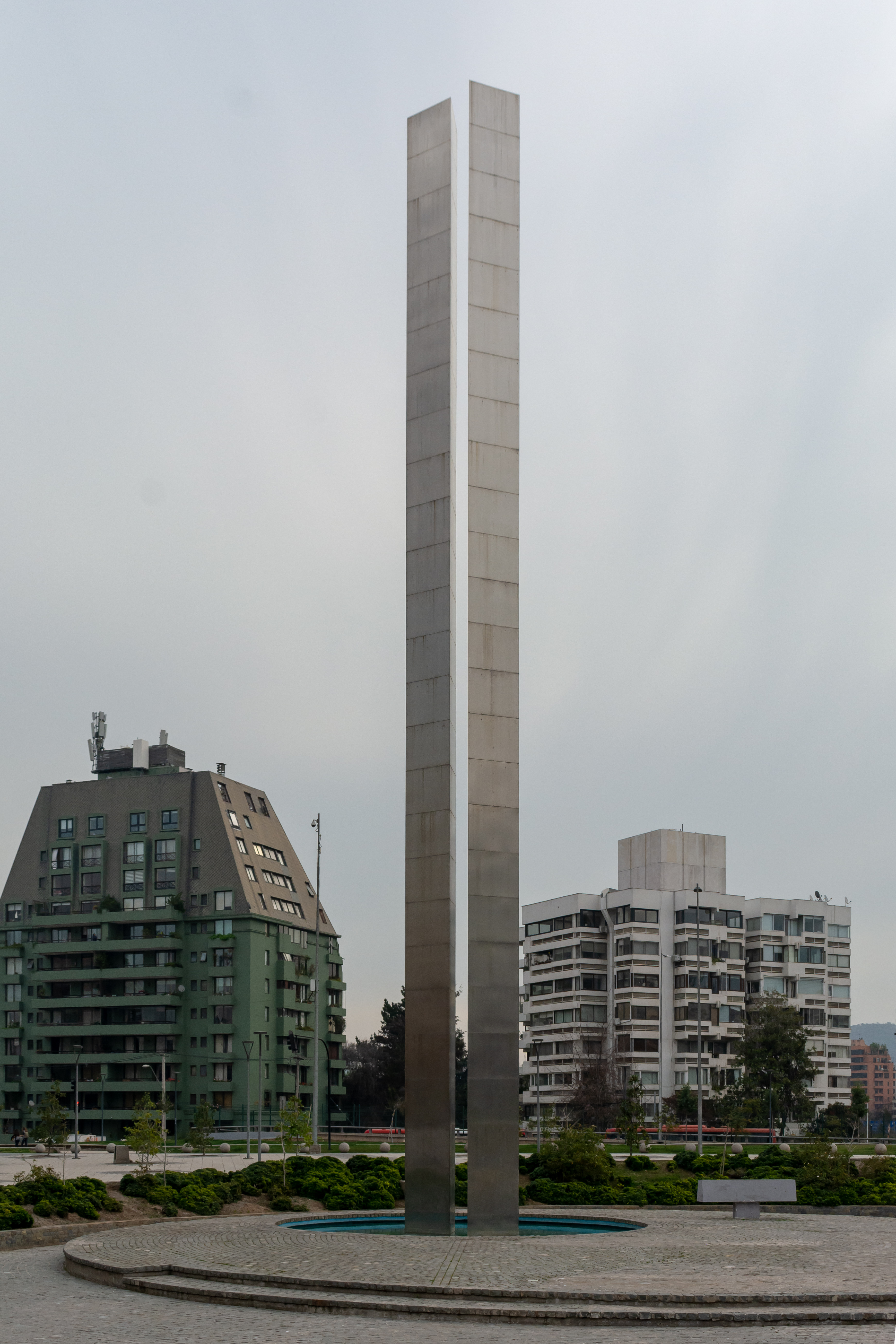
Monumento a René Schneider en Santiago de Chile.

Tras su muerte, en 1971 se convocó a un concurso para diseñar un monumento en su nombre que fue instalado en la rotonda Kennedy de Santiago de Chile; el ganador de la convocatoria fue el escultor Carlos Ortúzar. Además diversas poblaciones del país poseen el nombre de René Schneider: tales son los casos de las ubicadas en las ciudades de Calama, Viña del Mar, Antofagasta, Puerto Montt y Rancagua, así como en las comunas de Talca San Carlos, Chiguayante, Hualpén, Castro, y Renaico.
Actualmente en la ciudad de Concepción hay una importante plaza que lleva su nombre: la Plaza René Schneider, donde está ubicada la Corte de Apelaciones de Concepción. También en la comuna de San Antonio hay una plaza con su nombre, al igual que en Copiapó hay una plaza más conocida como Parque Schneider, que está ubicada frente al estadio Luis Valenzuela Hermosilla. En las ciudades de Caldera, Los Andes, Linares , Valdivia y Quillota hay avenidas o poblaciones que llevan su nombre.
También llevan su nombre el Cuerpo de Bomberos de Quinta Normal; una escuela de la comuna de San Bernardo, anteriormente denominada D-771; y el Campo Militar del Ejército de Chile en la comuna de La Reina.
El programa de televisión de Canal 13 Réquiem de Chile abordó pasajes de la vida y el funeral de René Schneider, siendo éste interpretado por el actor Alejandro Trejo.